# Hans Ahlefeldt (gehejmeråd)
 Der er flere personer med dette navn, se Hans Ahlefeldt.
Hans (von) Ahlefeldt (født 22. januar 1710, død 26. maj 1780) var en dansk gehejmeråd og amtmand.
Han var søn af Hans Hinrich von Ahlefeldt, blev 1729 kammerjunker, 1736 Maître des requêtes, derefter landråd og landdrost i Oldenborg, 1741 konferensråd, 1749 Ridder af Dannebrog, 1752 amtmand i Husum, Svavsted og Nordstrand samt overstaller i Ejdersted, 1759 gehejmeråd og 1. deputeret for finanserne, 1760 deputeret i General-Toldkammeret og i General-Land-Økonomi- og Kommercekollegiet samt ridder af l'union parfaite, 1764 landdrost i Pinneberg og gehejmekonferensråd. Han ejede Seestermühe i Holsten og Dronninggård på Sjælland. Han døde 26. maj 1780.
1748 havde han ægtet Frederikke Ernestine Joachimine von Rantzau, f. von Grote (1717-1791), enke efter grev Ditlev Rantzau.